# 万维尔
万维尔（法語：Ouainville，法語發音：[wɛ̃vil]）是法国滨海塞纳省的一个市镇，属于迪耶普区。

## 地理
万维尔（49°47'7"N, 0°35'25"E）面积7.01 平方千米，位于法国诺曼底大区滨海塞纳省，该省份为法国北部沿海省份，其西部及北部濒大西洋英吉利海峡，东起顺时针与索姆省、瓦兹省、厄尔省和卡爾瓦多斯省接壤。
与万维尔接壤的市镇（或旧市镇、城区）包括：贝特勒维尔、卡努维尔、卡尼-巴维尔、克拉维尔、克里克托勒莫孔迪、特维尔欧马约。

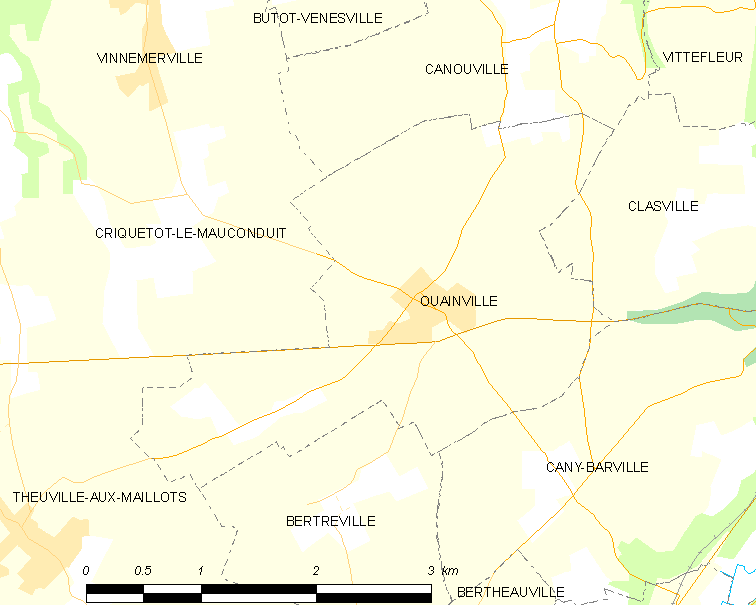
万维尔的OSM定位图

万维尔的时区为UTC+01:00、UTC+02:00（夏令时）。

## 行政
万维尔的邮政编码为76450，INSEE市镇编码为76488。

## 政治
万维尔所属的省级选区为科地区圣瓦勒里县。

## 人口

1962-2008年间万维尔人口变化图示

万维尔于2022年1月1日时的人口数量为537人。